# Finn Becker (Fußballspieler)
Finn Ole Becker (* 8. Juni 2000 in Elmshorn) ist ein deutscher Fußballspieler. Der Mittelfeldspieler wurde hauptsächlich beim FC St. Pauli ausgebildet und steht seit Sommer 2022 bei der TSG 1899 Hoffenheim unter Vertrag.

## Leben
Becker besuchte die Bismarckschule Elmshorn, die er 2018 mit dem Abitur abschloss. Er hat zwei Schwestern und einen Bruder.

## Karriere

### Vereine

#### FC St. Pauli
Das Fußballspielen begann Becker beim TSV Sparrieshoop, für den sein Vater Dirk Becker einst bis in die Landesliga gespielt hatte. Bis zum 30. Juni 2011 war er Spieler bei Holsatia Elmshorn, von wo ihn der dort früher als Jugendkoordinator tätige Bruno Harnau zum FC St. Pauli lotste. Somit wechselte er am 1. Juli 2011 mit elf Jahren zum FC St. Pauli. In der Saison 2015/16 spielte er 15 Spiele in der B-Junioren Bundesliga Nord/Nordost und gab eine Vorlage. Die beiden darauffolgenden Saisons spielte der Mittelfeldspieler in der A-Junioren Bundesliga Nord/Nordost. Hier absolvierte er 37 Spiele, schoss vier Tore und bereitete zwei vor. Seine letzte Saison in der A-Junioren Bundesliga Nord/Nordost für die U19-Auswahl des FC St. Pauli beendete er mit 19 Spielen, zwei Toren und einer Vorlage.
Am 14. April 2019 debütierte Becker unter Trainer Jos Luhukay im Alter von 18 Jahren in der 2. Bundesliga, als er beim 1:1 gegen Arminia Bielefeld in der 87. Spielminute für Ryō Miyaichi eingewechselt wurde. Er ist damit St. Paulis erster eingesetzter Profi des Jahrgangs 2000. In seinem zweiten Spiel am 21. April 2019 gegen den 1. FC Heidenheim wurde er in der 45. Minute für Christopher Buchtmann eingewechselt, musste den Platz aber in der 72. Minute wegen einer Gelb-Roten Karte wieder verlassen. Das waren die erste Gelbe- und die erste Gelb-Rote-Karte in seiner Profikarriere. Seinen ersten Startelfeinsatz hatte Becker am 3. Mai 2019 im Auswärtsspiel gegen Dynamo Dresden.

#### TSG 1899 Hoffenheim
Nach seinem Vertragsende wechselte Becker zur Saison 2022/23 ablösefrei in die Bundesliga zur TSG 1899 Hoffenheim. Zu Beginn der neuen Saison kam er allerdings nur bei der zweiten Mannschaft der TSG in der Regionalliga Südwest zum Einsatz. Erst im Oktober 2022 debütierte Becker unter Trainer André Breitenreiter im Alter von 22 Jahren in der Bundesliga-Mannschaft, als er beim 3:0-Auswärtssieg gegen den FC Schalke 04 in der 88. Spielminute für Georginio Rutter eingewechselt wurde. Nachdem er unter seinem Vorgänger nur zweimal in der Bundesliga zum Einsatz gekommen war, wurde Becker unter Trainer Pellegrino Matarazzo, welcher im Februar 2023 der neue Trainer der Hoffenheimer wurde, nun regelmäßig eingesetzt und kam dadurch in seinem ersten Jahr bei der TSG noch auf 13 Einsätze in der Bundesliga.

### Nationalmannschaft
Am 12. November 2017 debütierte Becker für die deutsche U18-Auswahl unter Trainer Guido Streichsbier im Alter von 17 Jahren in einem Freundschaftsspiel. Er stand beim 3:1-Sieg gegen die italienische U18-Auswahl in der Startelf und wurde in der 70. Spielminute für Nick Bätzner ausgewechselt. Nach Einsätzen für die deutsche U19 und U20-Auswahl gab er im September 2019 bei einem Qualifikationsspiel für die U21-Europameisterschaft gegen San Marino sein Debüt für die U21-Nationalmannschaft. Nachdem Ansgar Knauff verletzungsbedingt ausgefallen war, wurde Becker für die U21-Europameisterschaft 2023 nachnominiert. Er kam bei der Europameisterschaft allerdings nur im letzten Gruppenspiel gegen England zu einem Kurzeinsatz und Deutschland schied bereits in der Gruppenphase aus. Anschließend war er aus Altersgründen nicht mehr für die U21 spielberechtigt.